# Cosmetus pulchrus
Cosmetus pulchrus is een hooiwagen uit de familie Cosmetidae.